# Milo (Niger)
Der Milo ist ein 430 km langer Fluss in Guinea (Westafrika).

## Verlauf
Der Milo entspringt 50 km südlich von Kérounané in der Hochebene von Beyla und fließt nach Norden. Ab Kankan ist der Milo in der Regenzeit schiffbar, 75 km südlich von Siguiri, bei Sasando mündet er in den Niger.

## Hydrometrie
Durchschnittliche monatliche Durchströmung des Milo gemessen an der hydrologischen Station bei Kankan in m³/s.